# Filippo Acciaiuoli
Filippo Acciaiuoli (Roma, 1637 - 1700) fou un compositor, poeta i llibretista italià.
Fill d'Octavi i de Maria Acciaiuoli, en la seva joventut mostrà una prodigiosa activitat. Passà la meitat de la vida viatjant per Europa, Àfrica, Àsia i Amèrica, i després es dedicà exclusivament a l'òpera.
Fou elegit membre de l'Acadèmia degli arcadi ilustri,amb el nom d'Ireneu Amasiano, i cavaller de l'Orde de Malta. Digne de menció és un teatret de titelles amb 24 variacions d'escena i 124 figures que ell mateix dirigia i amb què representava obres davant el gran duc Ferran III.
Es conserven diverses òperes que escriví, tant la música com la lletra: La Dalmira placata, Il Girello, dramma burlesco per musica, Chi e causa del suo mal, pianga se stesso, Poesia de Ovidio e musica d'Orfeo i Ulisse in fenicia. Miro Rofeatico, historiador de la societat dels arcades de Roma, cita en llur llibre, titulat Notizie istoriche degli Arcadi illustri, les obres d'aquest autor amb els seus títols.